# Улла (річка)
Улла, Ула (біл. Вула, Ула; а також: біл. Вульянка, Ульянка) — річка у північній Білорусі на території Лепельського, Чашницького та Бешенковицького районів Вітебської області, ліва притока річки Західної Двіни. Належить до водного басейну Балтійського моря.

## Географія
Річка починає свій витік із Лепельського озера на північній околиці міста Лепель Лепельського району, тече у східному напрямку по території Лепельського, Чашницького та Бешенковицького районів — Верхньоберезинською низовиною, Чашницькою рівниною та Полоцькою низовиною. Після впадіння річки Усвейки в місті Чашники, круто повертає на північ і біля селища Улла (Бешенковицького район) впадає у річку Західну Двіну за 524 км від її гирла. Довжина річки — 123 км, площа басейну — 4 090 км². Середньорічна витрата води у гирлі — 25,4 м³/с. Середня швидкість течії — 0,3 м/с. Абсолютне падіння річки (від витоку до гирла) — 32,9 м. Середній похил водної поверхні — 0,26 ‰. Густота річкової сітки басейну — 0,43 км/км².
Рельєф верхньої частини водозбору, яка розташована на північно-західних схилах Білоруського пасма, має горбисто-грядовий моренний характер; нижня частина водозбору являє собою хвилясту рівнину. Ліси в басейні річки змішані, нерідко заболочені. Болота поширені головним чином у верхів'ї. В басейні річки розташовано кілька десятків великих і малих озер, найбільші із них: Лукомльське (37,71 км²), Селява (15,0 км²), Лепельське (10,18 км²), Жерінське (8,74 км²), Оконо (4,13 км²), Береща (4,08 км²).
Долина асиметрична, трапецієподібна, до села Промисли (Бешенковицький район) чашеподібна; її ширина 300—600 м, найбільша до 1 км в середній течії, найменша 100 м — у верхній. Заплава чергується по берегах, ширина 50—100 м, нижче 200—400 м, в середній течії до 600 м. Русло нерозгалужене, від витоку протягом 75 км вниз за течією — сильно звивисте, далі помірно звивисте, заростає (ширина 30 м, місцями 40—50 м). Береги круті, нерідко обривисті, піщані, порослі чагарником. У повінь інтенсивно розмиваються, спостерігаються зсуви та обвали.
Живлення річки змішане, переважно снігове. Весняна повінь починається із 3-ї декади березня і триває до середини травня, середня тривалість 56 днів. Середнє перевищення найвищого рівня над меженню 4,6 м, найбільше — 7,3 м. Замерзає у кінці 1-ї декади грудня, льодохід починається на початку квітня. Режим річки вивчався з 1876 року на 9 постах, один із них (село Бочейкове) є діючим.
При витоку річки з озера, у місті Лепель, у 1958 році була побудована Лепельська ГЕС. Після реконструкції 18 жовтня 2003 року ГЕС, потужністю 320 кВт, відновила свою роботу. Вона забезпечує половину потреби міста Лепель в електроенергії.

## Притоки
Річка Улла на своєму шляху приймає воду близько двох десятків різноманітних приток: річок, каналів та струмків. Найбільші з них (від витоку до гирла):
| Назва притоки | Довжина,(км)  | Площа водозбірного басейну,(км²) | Середній похил русла,(м/км) | Витрата води,(м³/с) |
| праві притоки | праві притоки | праві притоки                    | праві притоки               | праві притоки       |
| ------------- | ------------- | -------------------------------- | --------------------------- | ------------------- |
| Лукомка       | 53            | 831                              | 0,7                         | 5,4                 |
| Усвейка       | 116           | 708                              | 0,8                         | 4,5                 |
| Свічанка      | 84            | 551                              | 0,7                         | 3,5                 |
| ліві притоки  |               |                                  |                             |                     |
| Березівка     | 6             | .                                | 2,6                         | .                   |
| Веретея       | 12            | .                                | 1,3                         | .                   |
| Хотинка       | 12            | .                                | 1,8                         | .                   |

## Населенні пункти
На берегах річки розташовані такі найбільші населені пункти (від витоку до гирла): місто Лепель, село Заслонове, місто Чашники, села Коптевичі, Іванськ, Селець, Демидовичі, Бочейкове, Фролковичі, селище, Улла.